# 海因里希 (不倫瑞克-丹嫩貝格)
海因里希（德語：Heinrich，1533年6月4日—1598年1月19日），不倫瑞克-呂訥堡公爵恩斯特一世的第三子，1569年起統治丹嫩貝格。

## 家庭
1569年，海因里希與薩克森-勞恩堡的烏爾蘇拉結婚，兩人共有3子2女：
1. 尤里烏斯·恩斯特（1571年—1636年）
2. 法蘭茲（1572年—1601年）
3. 希比爾·伊莉莎白（1576年—1630年）
4. 希多妮（1577年—1645年）
5. 奧古斯特（1579年—1666年）